# Cerro Chirripó
Cerro Chirripó är Costa Ricas högsta berg med en höjd på 3 819 m över havet och är beläget i Chirripós nationalpark. Från bergets topp har man en klar dag utsikt över både Stilla havet i väster och Karibiska havet i öster. På bergets sidor växer regnskog och på en klättring uppför berget kan man stöta på apor, ödlor, tropiska fåglar och även pumor om man har tur.